# 南帕特里克岸 (佛羅里達州)
南帕特里克岸（英語：South Patrick Shores）是位於美國佛羅里達州布里瓦德縣的一個人口普查指定地區。

## 地理
南帕特里克岸的座標為28°12′09″N 80°36′14″W / 28.20250°N 80.60389°W，而該地最高點為海拔高度4米（即13英尺）。

## 人口
根據2010年美國人口普查的數據，南帕特里克岸的面積為7.30平方千米，當中陸地面積為3.70平方千米，而水域面積為3.60平方千米。當地共有人口5875人，而人口密度為每平方千米804人。